# المكتبة الوطنية الصومالية
المكتبة الوطنية الصومالية (بالصومالية: Maktabada Qaranka Soomaaliyeed)‏ في العاصمة الصومالية مقديشو تأسست في عام 1975 ، تحتوي على ما يقارب 7 آلاف من الكتب ، مع مواد أرشيفية تاريخية وثقافية محدودة. أغلقت المكتبة الوطنية لاحقًا في التسعينيات خلال الحرب الأهلية الصومالية.وتم إعادتها في يونيو 2013.

## نظرة عامة
أسست المكتبة الوطنية عام 1975، وكانت مفتوحة لعامة الناس. في عام 1983،
أغلقت المكتبة الوطنية في وقت لاحق في التسعينيات خلال الحرب الأهلية الصومالية. في يونيو 2013  نظم معهد التراث لدراسات السياسة شحنة من 22000 كتاب من الولايات المتحدة إلى الصومال كجزء من مبادرة لإعادة تخزين المكتبة.  في ديسمبر من ذلك العام، أطلقت السلطات الصومالية رسميًا مشروعًا كبيرًا لإعادة بناء المكتبة الوطنية. مع تولي زينب حسن منصب المدير، تعتزم المبادرة الممولة من الحكومة الفيدرالية التي تبلغ تكلفتها مليون دولار لبناء مجمع مكتبة جديد في العاصمة في غضون ستة أشهر. استعدادًا لإعادة الإصدار، من المتوقع وصول 60 ألف كتاب إضافي من دول أخرى في جامعة الدول العربية منها دولة قطر

## مواقع خارجية
- http://snl.gov.so/ الموقع الرسمي للمكتبة الوطنية الصومالية